# Tempio nazionale dell'internato ignoto
Il Tempio nazionale dell'internato ignoto è un sacrario e una chiesa del quartiere Terranegra di Padova, realizzato a ricordo degli internati nei lager nazisti durante la seconda guerra mondiale. All'interno del complesso è ospitato anche il Museo dell'internamento dedicato a tutta la vicenda storica dell'internamento durante la guerra.

## Storia
Durante la seconda guerra mondiale, don Giovanni Fortin diede rifugio a militari inglesi e per questo venne internato agli inizi del 1944 nel campo di concentramento di Dachau in Germania.
Sopravvissuto alla deportazione di Dachau, don Fortin si impegnò perché l'edificio di Terranegra, da lui ideato nel 1953 e già in costruzione nella sua parrocchia, diventasse un Tempio-Ossario con annesso Museo della Deportazione. I deportati italiani (militari e civili) nei campi nazisti furono, dall'8 settembre 1943 alla fine del conflitto, circa 650.000 e circa 70.000 non fecero ritorno. Gli ebrei sterminati nell'Olocausto (circa 6 milioni), tra i quali molti italiani, sono pure ricordati a Terranegra.
Il 13 settembre 1999 il Presidente del Senato Nicola Mancino consegnò la medaglia d'oro al valor militare conferita dall'allora Presidente della Repubblica Italiana Oscar Luigi Scalfaro alla memoria dell'Internato Ignoto.

## La chiesa
Il tempio è una chiesa cattolica che ospita anche la locale parrocchia di San Gaetano da Thiene. La sede della parrocchia fu trasferita dalla vecchia chiesa di Terranegra nel 1955.
Nell'atrio della chiesa è presente un sarcofago con le spoglie di un internato ignoto.

## Il museo dell'internamento
Aperto nel 1955 e ristrutturato nel 1999, il museo dell'internamento ospita documentazioni, foto, oggetti che descrivono l'esperienza dei deportati nei campi di concentramento. Nella sua presentazione il museo si descrive come parte inscindibile dal Tempio nazionale dell'internato ignoto.
Dal 2007 il museo è gestito dall'Associazione nazionale ex internati (ANEI).